# 비밀객
《비밀객》(Secret Agents)은 한국에서 제작된 남궁훈 감독의 1975년 액션 영화이다. 왕도 등이 주연으로 출연하였고 곽정환 등이 제작에 참여하였다.

## 출연

### 주연
- 왕도
- 여수진
- 남궁훈

### 조연
- 조춘